# Gornji Fodrovec
Gornji Fodrovec – wieś w Chorwacji, w żupanii kopriwnicko-kriżewczyńskiej, w gminie Sveti Petar Orehovec. W 2011 roku liczyła 172 mieszkańców.